# Dendrobàtids
Els dendrobàtids o granotes de punta de fletxa (Dendrobatidae) són una família de granotes. Moltes d'elles es caracteritzen pel verí que produeixen, que les fa perilloses. Dins del gènere Phyllobates es troba l'espècie més verinosa de totes, P. terribilis.

## Gèneres
- Subfamilia Colostethinae (Cope, 1867)
  - Ameerega
  - Colostethus
  - Epipedobates
  - Silverstoneia
- Subfamilia Dendrobatinae (Cope, 1865)
  - Adelphobates
  - Dendrobates
  - Excidobates*
  - Minyobates
  - Oophaga
  - Phyllobates
  - Ranitomeya
- Subfamilia Hyloxalinae (Grant et al, 2006)
  - Hyloxalus